# Nine Percent
Nine Percent (Significado literal: 9%, em chinês: 百分九少年; estilizado como NINE PERCENT) foi um boy group chinês temporário, formado pelo reality show Idol Producer pela plataforma iQIYI em 6 de abril de 2018. Este grupo era composto por 9 integrantes escolhidas de um grupo de 100 trainees de várias empresas de entretenimento: Cai Xukun, Chen Linong, Fan Chengcheng, Justin (Huang Minghao), Lin Yanjun, Zhu Zhengting, Wang Ziyi, Lil Ghost (Wang Linkai) e Azora Chin (You Zhangjing). Eles lançaram seu primeiro álbum, TO THE NINES em 9 de novembro de 2018, e teve seu disband em 06 de outubro de 2019.

## História

### Pré-estréia:Idol Producer
Idol Producer foi ao ar originalmente na plataforma on-line, iQIYI a partir de 19 de janeiro a 6 de abril de 2018, com cem participantes de 31 diferentes empresas de entretenimento e agências de talento, incluindo trainees que não estão associados a quaisquer agências. O grupo é composto Cai Xukun (trainee individual) como seu centro (com um total de 47 640 887 votos), Chen Linong (A Legend Star Entertainment), Fan Chengcheng, Justin (Yuehua Entertainment), Lin Yanjun (Banana Entertainment), Zhu Zhengting (Yuehua Entertainment), Wang Ziyi (Simply Joy Music), Xiao Gui (Gramarie Entertainment) e You Zhangjing (Banana Entertainment), que classifica-se em 2.º, 3.º, 4.º, 5.º, 6.º, 7.º, 8.º e 9.º, respectivamente, no episódio final. Eles, então, partiram para Los Angeles com o propósito de treinar por mais meio mês. Rodney Jerkins, Christopher Scott foram dois de seus mentores. Os garotos estreariam com oito músicas inéditas na segunda metade da competição.

## Discografia

### Singles
| Título            | Detalhes do álbum                                                               |
| ----------------- | ------------------------------------------------------------------------------- |
| Idol Producer OST | - Lançado em: 16 de janeiro de 2018 - Idioma: mandarim Track listing 1. "Ei Ei" |

## Filmografia

### Programas de televisão
| Ano  | Título        | Rede  | Notas         |
| ---- | ------------- | ----- | ------------- |
| 2018 | Idol Producer | iQiyi | Participantes |

## Membros
- Cai Xukun (蔡徐坤) - Centro, líder, vocalista, rapper líder
- Chen Linong (陈立农)[14] - Vocalista líder
- Fan Chengcheng (范丞丞) - Dançarino líder, rapper, vocalista, visual
- Justin (黄明昊) - Rapper principal
- Lin Yanjun (林彦俊) - Vocalista, sub-rapper, visual
- Zhu Zhengting (朱正廷) - Dançarino principal, vocalista líder
- Wang Ziyi (王子异) - Rapper, dançarino
- Xiao Gui (小鬼) - Rapper líder
- You Zhangjing (尤长靖)[15] - Vocalista principal